# Ковтонюк Ольга Володимирівна
Ковтонюк Ольга Володимирівна (21 квітня 1975 року) — український геоморфолог, кандидат географічних наук, доцент Київського національного університету імені Тараса Шевченка.

## Біографія
Народилася 21 квітня 1975 року в місті Києві. Закінчила в 1997 році географічний факультет Київського університету, в 2000 році аспірантуру. У Київському університеті працює з 2000 року молодшим науковим співробітником науково-дослідної лабораторії ландшафтної екології та аерокосмічного моніторингу навколишнього середовища, з 2004 асистентом, з 2009 року доцентом кафедри землезнавства та геоморфології. Кандидатська дисертація під науковим керівництвом професора Бортника С. Ю. «Геоструктурний аналіз Кіровоградської морфоструктури центрального типу» захищена у 2004 році. Досліджує проблеми структурної геоморфології, морфоструктурного аналізу та картографування, сучасні геоморфологічні процеси.
Читає курси:
- «Мінералогія та петрографія»,
- «Геологія корисних копалин»,
- «Літологія та фаціальний аналіз».

## Наукові праці
Автор понад 30 наукових праць, співавтор монографій. Основні праці:
1. Використання космічної інформації у географічних дослідженнях. Методичні рекомендації до вивчення дисципліни «Космічне землезнавство». — К., 2008 (у співавторстві).
2. Основи мінералогії та петрографії: Навчальний посібник для виконання лабораторних робіт з курсу «Геологія загальна та історична». — К., 2008 (у співавторстві).

Основні наукові публікації:
1. Особливості рельєфу та геологічної будови Кіровоградської структури центрального типу // Фізична географія та геоморфологія. 2002, випуск 42; співавтор Бортник С. Ю.
2. Застосування морфоструктурних досліджень для вивчення еволюції геологічних структур (на прикладі територій Коростенського та Корсунь-Новомиргородського плутонів) // Фізична географія та геоморфологія. 2003, випуск 44; співавтори: Тімофєєв В. М., Бортник С. Ю.
3. Закономірності прояву Кіровоградської морфоструктури центрального типу у палеорельєфі. Україна // Географічні проблеми сталого розвитку. Збірник наукових праць. — К.: ВГЛ Обрії, 2004. — Том 2. Співавтор Погорільчук Н. М.